# Madura United FC
El Madura United FC, anteriorment conegut com a Pelita Jaya, és un club de futbol indonesi de la ciutat de Pamekasan, Java Oriental.

## Història
El club es fundà el 1986. Fou un dels clubs amb més èxit a la Galatama. Abans de traslladar-se a la zona de Bandung, el Pelita Jaya va jugar a Jakarta, Solo, Cilegon i Purwakarta. En el passat hi van jugar jugadors com Mario Kempes, Roger Milla i Maboang Kessack.
Evolució del nom:
- Pelita Jaya FC (1986-1997); a Jakarta
- Pelita Mastrans (1997);
- Pelita Bakrie (1998–99);
- Pelita Solo (2000–02); a Solo
- Pelita Krakatau Steel (2002–06); a Cilegon
- Pelita Jaya Purwakarta (2006–07)
- Pelita Jabar (2008–09); a Bandung
- Pelita Jaya Karawang (2010–12); a Karawang
- Pelita Bandung Raya (2012–2015); a Bandung
- Persipasi Bandung Raya (2015); a Bekasi
- Madura United FC (2016); a Pamekasan

## Palmarès
- Lliga semi-professional indonèsia de futbol: 
  - 1988/1989, 1990, 1993/1994